# 群馬県立桐生特別支援学校
群馬県立桐生特別支援学校（ぐんまけんりつ きりゅうとくべつしえんがっこう）は、群馬県桐生市菱町二丁目にある公立特別支援学校。知的障害を抱える児童・生徒を教育対象とする。

## 沿革
- 1962年（昭和37年） - 桐生市立第二養護学校として開校する。中学部を設置する[1]
- 1973年（昭和48年） - 小学部を設置する[1]
- 1992年（平成4年） - 桐生市立養護学校と改称する[1]。（広沢町にある桐生市立第一養護学校の群馬県移管に伴うもの）
- 2011年（平成23年） - 桐生市立特別支援学校と改称し、菱町五丁目から菱町二丁目の旧桐生市立菱中学校の所在地へ移転する[2]
- 2017年（平成29年） - 桐生市より群馬県に移管され、群馬県立桐生特別支援学校に改称する[1][2]

## 学部
- 小学部
- 中学部

## 交通
- JR両毛線桐生駅より2.6km
- おりひめバス 菱小学校入口 バス停より200m

## 学校周辺
- 桐生市立菱小学校
- 桐生川
- 栃木県道・群馬県道227号小俣桐生線